# Ballade (software)
Foi um software da Dynaware Corporation, desenvolvido no Japão em 1988, para a edição e composição musical no padrão MIDI.
No início da década de noventa o Ballade lançou a versão GS (General Synthesizer).